# Pediobius albipes
Pediobius albipes är en stekelart som först beskrevs av Léon Abel Provancher 1887.  Pediobius albipes ingår i släktet Pediobius och familjen finglanssteklar. Inga underarter finns listade i Catalogue of Life.